# 6 Dywizja Górska SS „Nord”
6 Dywizja Górska SS „Nord” powstała pod nazwą SS-Kampfgruppe „Nord” w marcu 1941 roku z 6 i 7 pułku SS-Totenkopf. W 1941 roku dywizja liczyła 10 573 członków.

## Historia
Swoją bojową karierę rozpoczęła na froncie fińskim. Została wycofana na przeszkolenie i wzmocniona pododdziałami przerzuconymi z Niemiec. Wtedy też ostatecznie ustalono nazwę na 6.SS-Gebirgs-Division „Nord”. Do boju wróciła w połowie 1942 roku w Finlandii. Po kapitulacji Finlandii we wrześniu 1944 dywizja wycofała się do Norwegii, a potem do Niemiec. Jej resztki walczyły w Niemczech z aliantami, gdzie 2 kwietnia 1945 w okolicach Büdingen w Hesji poddały się Amerykanom.

## Odznaki
W początkowym okresie istnienia tej dywizji, tj. od marca 1941 r. do maja 1942 r. w pułkach wywodzących się z SS-Totenkopfverbände noszono patkę z czaszką na tle skrzyżowanych piszczeli. Po 1942 r. używano patek z runami SS. Nosili je także, wbrew przepisom, żołnierze norweskiego batalionu strzelców narciarskich.

## Dowódcy
- SS-Brigadeführer Karl Herrmann (28 lutego 1941 – 15 maja 1941)
- SS-Obergruppenführer Karl Maria Demelhuber (15 maja 1941 – 1 kwietnia 1942)
- SS-Obergruppenführer Matthias Kleinheisterkamp (1 kwietnia 1942 – 20 kwietnia 1942)
- SS-Oberführer Hans Scheider (20 kwietnia 1942 – 14 czerwca 1942)
- SS-Obergruppenführer Matthias Kleinheisterkamp (14 czerwca 1942 – 15 października 1943)
- SS-Gruppenführer Lothar Debes (15 października 1943 – 14 czerwca 1943)
- SS-Obergruppenführer Friedrich Wilhelm Krüger (14 czerwca 1943 – 23 sierpnia 1944)
- SS-Brigadeführer Gustav Lombard (23 sierpnia 1944 – 1 września 1944)
- SS-Gruppenführer Karl Brenner (1 września 1944 – 3 kwietnia 1945)
- SS-Standartenführer Franz Schreiber (3 kwietnia 1945 – 8 maja 1945)

## Skład
- sztab
- 11 Pułk Strzelców Górskich SS „Reinhard Heydrich”
- 12 Pułk Strzelców Górskich SS „Michael Gaissmair”
- 506 Batalion Grenadierów Pancernych SS
- 5 Pułk Piechoty Zmotoryzowanej SS
- 9 Pułk Piechoty SS (do 1943 roku)
- 6 Zmotoryzowany Batalion Strzelców SS
- 6 Górski Batalion Niszczycieli Czołgów SS
- 6 Bateria Dział Szturmowych SS
- 6 Pułk Górskiej Artylerii Przeciwlotniczej SS
- 6 Górski Batalion Łączności SS
- 6 Zmotoryzowany Górski Batalion Rozpoznawczy SS
- 6 Górski Batalion Pionierów SS
- norweski Batalion Strzelców Narciarskich SS
- Batalion Strzelców Narciarskich SS „Norwegen” (także „Norge”)
- oddziały dywizyjne takie jak kompania weterynarii, żandarmerii itp.